# Chiesa di San Lorenzo Martire (La Cassa)
La chiesa di San Lorenzo Martire è la parrocchiale di La Cassa, in città metropolitana e arcidiocesi di Torino; fa parte del distretto pastorale Torino Ovest.

## Storia
La primitiva parrocchiale di La Cassa era la chiesa di San Grato; nella relazione della visita del 1624, compiuta dal vicario generale dell'abbazia di San Michele della Chiusa Giovanni Battista Vignale, si legge che essa era vetusta e che aveva come filiali gli oratori dei Santi Triburzio e Martino, di San Rocco, di San Lorenzo e di Santa Maria della Stella.
Tra il 1677 ed il 1697 la parrocchiale venne ampliata e, tra il 1701 e il 1703, il campanile fu rimaneggiato e dotato di una nuova cella.
Nella seconda metà del XVIII secolo si decise di costruire la nuova parrocchiale al posto della cappella di San Tiburzio; così, nel 1773 venne edificata l'abside, ma poi i lavori si interruppero.
La chiesa fu quindi completata tra il 1873 e il 1879 su disegno dell'ingegner Giovanni Battista Crevasana.
Nel 1914 furono eseguite le decorazioni dell'interno, mentre poi negli anni settanta, per adattare la chiesa alle norme postconciliari, si provvide a realizzare il nuovo altare rivolto verso l'assemblea.

## Descrizione

### Esterno
La facciata a capanna della chiesa, rivolta a sudest e interamente intonacata, è scandita da due lesene angolari, sorreggenti la cornice modanata di coronamento, e presenta al centro il portale d'ingresso architravato e sopra una finestra a lunetta, abbellita da una piattabanda, e due nicchie ospitanti altrettante statue.
Annesso alla parrocchiale è il campanile a base quadrata, suddiviso in quattro registri; la cella presenta una monofora per lato ed è coronata da un cupolino in rame sorreggente una croce di ferro.

### Interno
L'interno dell'edificio si compone di una sola navata, sulla quale si affacciano le cappelle laterali e le cui pareti sono scandite da paraste sorreggenti la trabeazione sopra la quale si imposta la volta; al termine dell'aula si sviluppa il presbiterio, rialzato di quattro gradini, suddiviso in due campate e chiuso dall'abside.
Qui sono conservate diverse opere di pregio, tra cui l'affresco eseguito da Luigi Morgari nel 1914 e la statua con soggetto San Giuseppe.